# Ateneu de Adriano

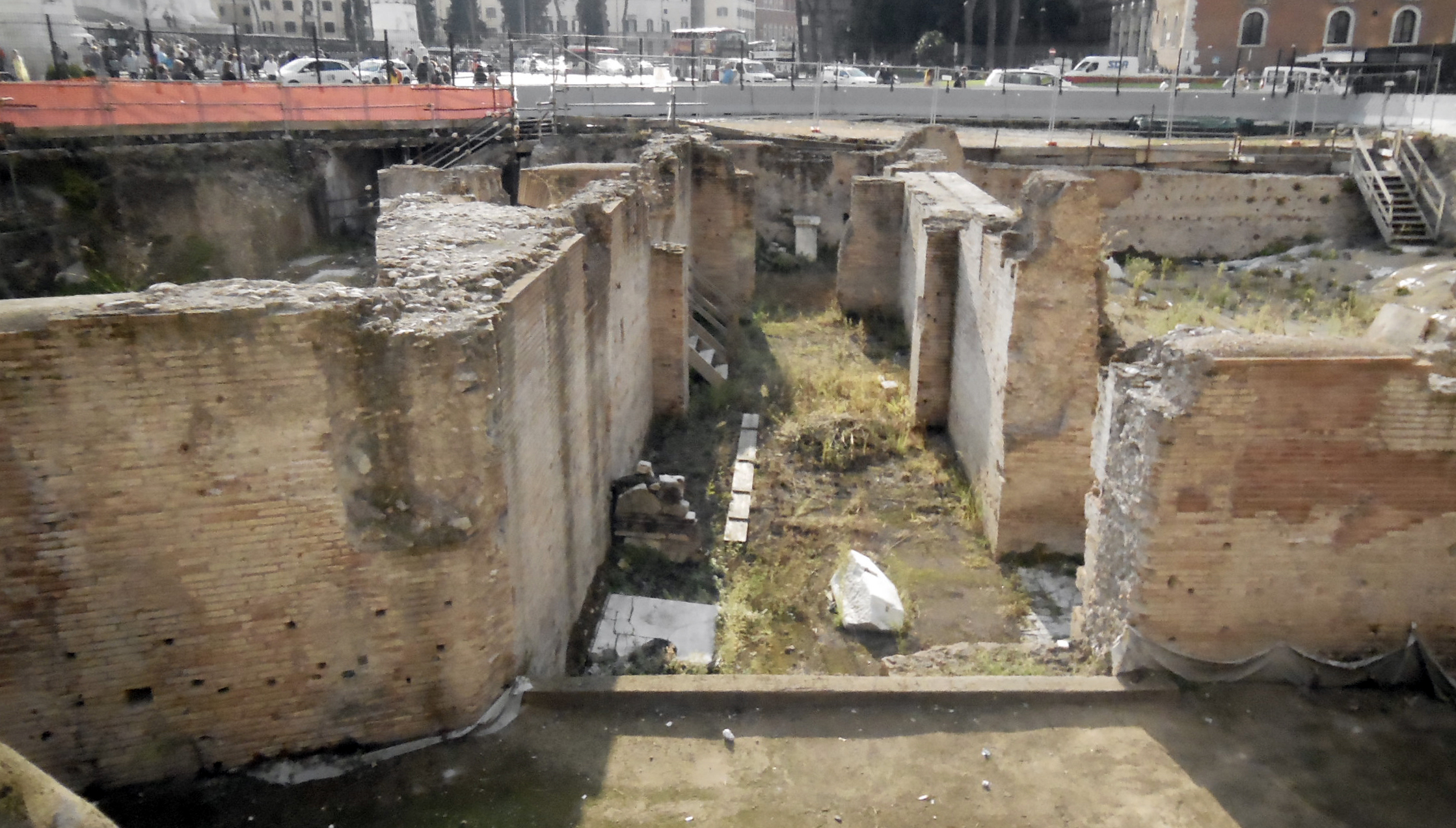
Escavações do Ateneu: perspetiva do corredor visto da zona central para sul.

O Ateneu (em latim, Athenaeum) foi uma escola (ludus) fundada pelo Imperador Adriano em Roma, para a promoção de estudos literários e científicos (ingenuarum artium). O nome Ateneu fazia referância à cidade de Atenas, que ainda era considerada a sede do refinamento intelectual. O Ateneu estava situado perto do Monte Capitolino. A sua localização foi descoberta em 2009, durante a escavação para a construção da linha de metro C de Roma, sob o que é hoje a Piazza della Madonna di Loreto, bem ao lado da Piazza Venezia.
Uma equipa de professores, para os vários ramos de estudo, lecionava regularmente no Ateneu. Na época de Teodósio II, por exemplo, havia três oradores, dez gramáticos, cinco sofistas, um filósofo e dois advogados ou jurisconsultos. Para além das lições destes magistri, era habitual que poetas, oradores e críticos viessem ao Ateneu recitar ou apresentar as suas composições, e as suas preleções, por vezes, eram agraciadas com a presença dos imperadores. Havia em Roma outros lugares onde tais récitas tinham lugar, tais como a Biblioteca de Trajano ou nalgum auditório.
O Ateneu parece ter mantido uma excelente reputação até ao século VI. Pouco se sabe em grande detalhe sobre os planos de estudos ou a disciplina no Ateneu, mas na constituição do ano de 370, existem alguns regulamentos referentes aos estudantes em Roma, a partir dos quais parece poder inferir-se que deve ter sido uma instituição muito importante e abrangente. Tal é confirmado por alguns textos de autores antigos, pelos quais ficamos a saber que jovens de todo o Império, depois de terminarem os seus estudos na sua cidade ou província natal, eram enviados para Roma para completar a sua educação no que era uma espécie de escola de estudos superiores.
Após a transferência da capital para Milão e Constantinopla, foram abertas escolas equivalentes também nessas cidades, bem como noutras cidades importantes do Império, como Cartago.